# Julie Nováková
Julie Nováková (* 15. května 1991 Praha) je česká spisovatelka science fiction, detektivek a fantasy a bioložka na Přírodovědecké fakultě Univerzity Karlovy v Praze.

## Dílo
Je autorkou sedmi románů a několika desítek povídek vydaných v časopisech (CZ: Ikarie, XB-1, Pevnost; EN: Asimov's, Analog, Clarkesworld aj.) a mnoha českých i mezinárodních sci-fi a fantasy antologiích. Od roku 2013 pravidelně píše a publikuje také v anglickém jazyce a překládá práce dalších autorů (povídky Hanuše Seinera Hexagrammaton, Terra Nullius a Under The Spinodal Curve v jejím překladu se objevily v magazínech Strange Horizons a Tor.com).
Zabývá se převážně žánrem science fiction, méně také fantasy a detektivkou.
Jejím prvním publikovaným románem je detektivní sci-fi Zločin na Poseidon City (Triton, 2009). Následně jí vyšly také krimi Nikdy nevěř ničemu (MOBA, 2011), sci-fi Tichá planeta (Epocha, 2011), dobrodružná sci-fi ze série Agent JFK, Bez naděje (Triton, 2014), a trilogie Blíženci (Prstenec prozření, Elysium, Hvězdoměnci; Brokilon, 2015).
Společně s dalšími čtyřmi autorkami napsala rámcovou novelu Tajná kniha Šerosvitu (Albatros, 2011), původní česko-slovenskou dobrodružnou fantasy pro mládež. Sestavila dvě antologie: českou Terru nullius (Brokilon 2015) a anglické Dreams From Beyond (Nová vlna 2017). Věnuje se též psaní publicistiky (mj. časopisy XB-1, Vesmír, Clarkesworld, Perihelion SF) a popularizaci vědy v článcích i přednáškách.

## Ocenění
Julie Nováková byla nominována na Cenu Karla Čapka, cenu Ikaros a Vidoucího; v soutěži Ikaros se posléze umístila na bronzovém místě. Zvítězila v soutěži detektivních prací O vavřínovou korunu, tehdy pořádané MV ČR. Roku 2013 získala ocenění evropského fandomu Encouragement Award.
V roce 2015 získala dvě ceny Aeronautilus (za nejlepší povídku a román roku). Co se týče jiných než literárních ocenění, se svou prací na téma parazitárních nákaz plžů v Modřanské tůni se umístila na třetím místě v celorepublikovém kole 32. ročníku Středoškolské odborné činnosti.